# Magí Albert Cassanyes i Mestre
Magí Albert Cassanyes i Mestre (Sitges, 1 de gener de 1893 - Barcelona, 14 de juliol de 1956) va ser un teòric i crític d'art amb una sòlida formació cultural, compromès amb l'Expressionisme i amb els moviments d'Avantguarda.

## Biografia
Nascut a Sitges, fill de Magí Pau Cassanyes i Forment. De ben jove es va relacionar amb Santiago Rusiñol i altres personatges del seu cercle. Des de 1918, va començar a escriure a diverses publicacions culturals del seu temps, com "El Camí", "Terramar" de Sitges, "Monitor", "L'Amic de les Arts", "Oc", "D'Ací i d'Allà", "Meridià" i "La Publicitat".
L'any 1929, va organitzar una exposició col·lectiva a les Galeries Dalmau de Barcelona que va aplegar obres de Hans Arp, Sophie Täuber, Van Doesburg, Mondrian, Vantongerloo, Lhote i Hélion, en la qual van participar també Àngel Planells i Sandalines. Va participar en el grup ADLAN, pel qual va organitzar diverses exposicions, i en la fundació del Club 49.
El 1936, Cassanyes va ser un dels promotors del grup Logicofobista, juntament amb els artistes Artur Carbonell i Carbonell, Leandre Cristòfol i Peralba, Àngel Ferrant, Esteve Francés, A. Gamboa-Rothwoss, A. G. Lamolla, Ramon Marinello, Joan Massanet, Maruja Mallo, Àngel Planells, Jaume Sans, Nàdia Sokalova, Remedios Varo i Joan Ismael, i va presentar la primera exposició “Logicofobista” a les Galeries Catalònia.
Es va relacionar amb diversos artistes i literats com Salvador Dalí i Federico García Lorca. La seva erudició i els seus coneixements d'art, literatura i filosofia -estudiós de les obres de Nietzsche i Freud- li varen permetre fonamentar els seus escrits sobre una temàtica molt diversa. També va traduir al castellà el Werther de Goethe (publicat per Juan Vila a Barcelona el 1945) i altres obres d'autors alemanys.